# Петрово (Кардымовский район)
Петрово — деревня в Кардымовском районе Смоленской области России. Входит в состав Каменского сельского поселения. Население — 18 жителей (2007 год). 
Расположена в центральной части области в 16 км к северо-западу от Кардымова, в 1 км севернее автодороги М1 «Беларусь». В 18 км юго-восточнее деревни расположена железнодорожная станция Кардымово на линии Москва — Минск. 

## История
В годы Великой Отечественной войны деревня была оккупирована гитлеровскими войсками в августе 1941 года, освобождена в сентябре 1943 года.